# Duguetia confusa
Duguetia confusa é uma espécie de magnólia. Foi descrito pela primeira vez por Paulus Johannes Maria Maas .  Duguetia confusa pertence ao gênero Duguetia, e à família Annonaceae.
Este tipo de planta pode ser encontrado em:
- Costa Rica